# Przełęcz Chełmska
Przełęcz Chełmska – przełęcz na wysokości 571 m n.p.m. w Sudetach Środkowych, w Górach Stołowych, w paśmie Zaworów.
Przełęcz położona jest na południowy wschód od Chełmska Ślaskiego, na południowej granicy Polski z Czechami.
Jest to wyraźne, szerokie obniżenie o stromych zboczach i łagodnych podejściach, wcinające się w piaskowcowe podłoże Zaworów. Przełęcz dzieli zachodni graniczny grzbiet Zaworów na dwie części i oddziela wzniesienie Skałka (czes Skalky) wznoszące się po południowej stronie, w granicznym grzbiecie (czes. Hranični hřbet) od szczytu czes. Strážnice pol. Strażnica (696 m n.p.m.) po północnej stronie którego najwyższy ponkt leży na obszarze Czech. Obszar przełęczy w całości porośnięty jest lasem świerkowym regla dolnego. Przez przełęcz prowadzi droga polna do czeskiej miejscowości Zdoňov.

## Turystyka
Przez przełęcz prowadzą szlaki turystyczne:
 – zielony szlak graniczny prowadzący wzdłuż granicy z Tłumaczowa do Przełęczy Okraj
 – niebieski szlak prowadzi do przełęczy, północno-zachodnim zboczem poniżej linii grzbietowej równolegle do granicy. Granica przebiega grzbietem Zaworów.
Na przełęczy do 21 grudnia 2007 znajdowało się turystyczne przejście graniczne, które w związku z przystąpieniem Polski do Strefy Schengen zlikwidowano.